# سمر بدوي
سمر محمد بدوي (1981-) ناشطة سعودية في حقوق الإنسان. رُفعت دعاوى قضائية بينها وبين والدها الذي كان يعنفها جسدياً لمدة 15 عام. والد سمر اتهمها بالعصيان وفقاً لنظام وصاية ولي الأمر في المملكة العربية السعودية. وقاضت سمر والدها بتهمة عضله إياها ورفضه تزويجها. حُبست سمر في السجن بموجب مذكرة متعلقة بالقضية التي رفعها عليها والدها متهماً إياها بالعقوق في 4 أبريل  2010 أفرِج عنها في 25 أكتوبر 2010 بعد حملات تضامنية محلية وعالمية. تم بعد ذلك نقل وصايتها إلى عمها. جمعية حقوق الإنسان أولاً وهي جمعية غير حكومية وصفت سَجن سمر بدوي بالاحتجاز المشين غير الشرعي.
رائف وسمر كلاهما يحملان شهادة الصف السادس ابتدائي، مايوازي تعليم طفل بعمر إحدى عشر سنة تقريباً.
رفعت سمر بدوي قضية في ديوان المظالم ضد وزارة الشؤون البلدية والقروية السعودية بسبب رفضهم تسجيلها في الانتخابات البلدية عام 2011. شاركت سمر في حملة قيادة المرأة السعودية للسيارة عام 2011-2012 عن طريق القيادة بانتظام منذ شهر يونيو 2011 وَ مساعدة النساءالسائقات في شؤون الشرطة والإجراءات الحكومية. في نوفمبر 2011، سمر وَ منال الشريف رفعتا دعوة في ديوان المظالم على الإدارة العامة للمرور في السعودية بسبب رفض إدارة المرور لطلبهما في الحصول على رخصة قيادة في مارس عام 2012 حصلت سمر بدوي على جائزة من وزارة الخارجية الأمريكية لمساهماتها في مجال حقوق المرأة.

## قضيتا العقوق والعضل في المحكمة
عُنفت سمر جسدياً من قِبل والدها لمدة خمسةَ عشر عاماَ. توفيت والدتها وهي عمر الرابعة عشر متاثرة بمرض السرطان وابتدأت بعدها معناتها مع والدها التي هربت مراراً وتكراراً منه. لكنها في نهاية المطاف تعود إليه بعد تهديد أعمامها بعدم استقبالها.
- في مارس عام 2008 هربت سمر إلى ملجأ النساء - دار الحماية - في جدة.[2]
- بموجب الوصاية تحت نظام الوصاية السعودي رفع والداها عليها دعوى عقوق. لكن النيابة العامة وَ مكتب التحقيقات السعودي أسقطا التهمة عن سمر.[2] والد سمر رفع دعوة عقوق قضائية أخرى ضد سمر في عام 2009، سمر لم تحضر بعًض جلسات المحكمة.
- في يونيو 2009 حَكَمَ القاضي بالمحكمة الجزئية عبد الله العثيم بصدور مذكرة اعتقال في حقها. في يوليو أنتقلت من الملجَأ النسائي إلى بيت أخيها. ذكر مصدر غير قضائي من دار الحماية أن " سمر قد تعرضت للضرب والشتم من قبل والدها. وأن والدها يتعاطى المخدرات ولديه 14 زوجة، استنفذ كل موارده المالية، غير وظيفته مراراَ وتكراراَ وأصبح مُصاحباً لأشخاص سمعتهم سيئة.[2]
- حين أرادت سمر الزواج، تعرض لها والدها ورفض السماح لها بالزواج. فقامت سمر برفع دعوى قضائية ضد والدها متهمةً إياه بالعضل أي منعها من الزواج. طالبت سمر في الدعوة برفع الوصاية عليها من والدها كولي أمر لها.[2][5]
- في 4 أبريل عام 2010 حين حضرت سمر إحدى جلسات المحكمة في قضية العضل التي رفعتها ضد والدها، تم اعتقال سمر بحسب مذكرة الاعتقال الصادرة بحقها في قضية العقوق.[2] تم احتجازها في سجن بريمان في جدة.[4]
- في 18 يوليو عام 2010 أقترح أمير منطقة مكة خالد الفيصل بن عبد العزيز آل سعود تشكيل لجنة لتسوية الخلاف بين الأب وابنته عن طريق أخذ تعهد منه بعدم استخدام العنف ضدها، السماح لها بالزواج وعدم رفع قضايا كاذبة لا يستطيع إثباتها.

- أيضاً في جولاي 2010 محكمة جدة العامة بينت أن والد سمر مُذنب في قضية العضل التي رفعتها.[2]

- في وسط أكتوبر 2010، قضية العقوق المرفوعة ضد سمر بقيت مفتوحة، ووالدها قدم إستئناف ضد الحكم الصادر في دعوى العضل.

- في 18 أكتوبر 2010 وجه رئيس المجلس الأعلى للقضاء في المملكة العربية السعودية الشيخ صالح الحميد أمراً عاجلاً إلى القاضي عبد الله العثيم بالاطلاع والنظر بشكل عاجل في طلب المدعى عليها سمر بدوي وإرسال كامل المعاملة له للبحث والتحقيق فيه [12] وأخبر المجلس مُحامي سمر وليد أبو الخير أنه سيتم التحقيق في شرعية كلتا القضيتين.[2]

- منظمة حقوق الإنسان هي منظمة غير حكومية وصفت سَجن سمر بدوي بالاحتجاز المشين الغير شرعي.[6]
- منظمات حقوق الإنسان العالمية وَ السعودية نظمت حملات تضامن من إجل إطلاق سراح سمر بدوي.[5]
- قدمت سمر للجمعية الوطنية لحقوق الإنسان في السعودية عريضة تطلب فيها أن لا يتم إرجاعها إلى والدها وأن يصرح لها بالزواج.[4]

- في 25 أكتوبر 2010 تم إطلاق سراح سمر بدوي من السجن بحسب توجيهات المجلس الأعلى للقضاء وبكفالة عمها الذي أنتقلت للعيش في منزله.[13]

## حق التصويت للمرأة
إتخذت سمر بدوي موقف قانوني في موضوع حق الاقتراع للمرأة. فرعت دعوى قضائية في ديوان المظالم ضد وزارة الشؤون البلدية والقروية السعودية بسبب رفض مراكز تسجيل الناخبين تسجيلها في الانتخابات البلدية السعودية في سبتمبر عام 2011. مصرحةً بإنه لا يوجد سبب قانوني يمنع النساء من حق التصويت أو التشرح وإن الرفض كان غير قانوني. وقد استشهدت سمر بدوي بالمادتان 3 وَ 24 من الميثاق العربي الإسلامي اللتان تشيران للانتخابات العامة والخاصة في مكافحة التمييز العنصري، على التوالي. طالبت سمر بدوي ديوان المظالم بتعليق الإجراءات الانتخابية إلى حد انتظار قرار المجلس وأن تأمر السلطات الانتخابية بقبول تسجيلها كناخبة وَ مصوتة في الانتخابات البلدية. في 27 أبريل 2011، قبل ديوان المظالم دعوتها والسماع لشكوها بتحديد وقت لاحق. وكان القرار النهائي لديوان المظالم أن الدعوة التي رفعتها سمر «سابقة لأوانها». وبحسب وزارة الخارجية الأمريكية فإن سمر بدوي تُعتبر أول شخص يقوم برفع دعوى قضائية للمطالبة بحق المرأة في التصويت والترشح في المملكة العربية السعودية.
تقدمت سمر أيضاً بطلب للجنة إستئناف الانتخابات البلدية لإلغاء رفض طلب التسجيل الذي قدمته سابقاً، طلبها أيضاً تم رفضه بحجة أن الإستئناف يجب أن يكون خلال الثلاث الأيام الأولى من الرفض.

## حملة قيادة المرأة للسيارة 2011-2012
بين عامي 2011-2012 شاركت سمر في حملة قيادة المرأة للسيارة. ومنذ انطلاق الحملة في يونيو 2011 قامت سمر بقيادة السيارة في جدة كل ما بين يومين أو ثلاثة. وقد ساعدت نساء سائقات أخريات في تواصلهم مع الشرطة والمحكمة. سمر بدوي قالت أنه لا يوجد أساس قانوني لمُحاكمة النساء لقيادتهن السيارة. ووصفت حال حقوق المرأة بقولها «نحنُ مُهمشات في كل الحقوق الأساسية، يعتقدون أنهم بإعطائنا بعض الحقوق السياسية سنكون سُعداء وسنصمت».
في 4 فبراير، وتِبعاً لمنال الشريف حين رفعت دعوة في ديوان المظالم بالمنطقة الشرقية ضد الإداراة العامة للمرور في 2011 بسبب رفضهم استخراج رخصة قيادة لها. قامت سمر بدوي بنفس الخطوة برفع دعوة قضائية على إدارة المرور. بعد ذلك تم إخبار سمر من قبل ديوان المظالم في وزارة الداخلية بالمراجعة بعد إسبوع.

## الاعتقال

### كانون الثاني/يناير 2016
في بيان صحفي يوم 12 كانون الثاني/يناير 2016 أعلنت منظمة العفو الدولية  أن سمر بدوي قد تم اعتقالها من قِبل السلطات السعودية جنبا إلى جنب مع اثنين من الناشطات ثم تم نقلهما إلى أحد مراكز الشرطة في مدينة جدة حيث تم استجوابهما. بعد أربع ساعات من هذا؛ تمّ نقل سمر السجن المركزي في مدينة جدة وهو نفس السجن الذي سُجن فيه شقيقها رائف بدوي.
```
يوم 13 كانون الثاني/يناير مقالا ذكرت فيه نقلا عن نشطاء أن سمر بدوي قد تم إطلاق سراحها بكفالة بعد القبض عليها واحتجازها لفترة «وجيزة» السجن. عادت سمر إلى المنزل مع ابنتها وأرغمتها قوات الشرطة على العودة إلى المقر الرئيسي في وقت مبكر من يوم 14 كانون الثاني/يناير من أجل مزيد من الاستجواب.
[
18
]
```

استنكر فيليب لوثر مدير منظمة العفو الدولية للشرق الأوسط وشمال أفريقيا اعتقال الناشطة بدوي حيث قال: «... هذا تصرف آخر من السلطات في السعودية ينذر بالخطر وبقرب حدوث نكسة لحقوق الإنسان في المملكة ... السلطات في السعودية على استعداد للذهاب في حملة لا هوادة فيها لمضايقة وترهيب المدافعين عن حقوق الإنسان في ظل كل هذا الصمت الدولي.» أمّا إنصاف حيدر زوجة شقيق سمر السيد رائف بدوي فقد أكدت على تقارير سمر بدوي من خلال سلسلة منشورات لها على موقع تويتر. دعا مركز التحقيق الأمريكي -وهو منظمة غير ربحية- إلى الإفراج الفوري عن سمر بل طلب من وزارة الخارجية الأمريكية استعمال الضغوط الدبلوماسية من أجل الإفراج عن سمر، في حين نفى المتحدث باسم وزارة الداخلية السعودية اللواء منصور التركي خبر اعتقال بدوي وأكد على أن كل هذا مجرد شائعات.

### أغسطس 2018
في 5 أغسطس 2018 أعربت السفارة الكندية في السعودية وعدد من المسئولين الكنديين عبر صفحاتهم في تويتر من خلال تغريدات عن قلقهم من استمرار احتجاز سمر بدوي، وطلبت السفارة الكندية في السعودية من الجهات الرسمية السعودية الإفراج عنها عاجلًا مما أثار ردة فعل واعتبرته الحكومة السعودية، تدخلًا في شأنها الداخلي. نتج عنه طرد السفير الكندي واستدعاء السفير السعودي في كندا.

### الإفراج
في 27 يونيو 2021، أطلق سراح بدوي من السجن بعد أن قضت عقوبتها.

## جائزة عالمية
في 8 مارس عام 2012 حازت سمر بدوي على جائزة أشجع نساء العالم العالمية من قِبل وزارة الخارجية الأمريكية بسبب رفعها قضيتا العضل وحق التصويت للمرأة. والتي أعتبرتها وزارة الخارجية كرائدة بسبب تشجيعها وإلهامها النساء الأخريات.

## وصلات خارجية
- فيديو تكريم سمر بدوي بجائزة أشجع نساء العالم على يوتيوب